# 西田顕生
西田 顕生（にしだ あきお、1969年 - ）は商学を専門とする西南学院大学の教授。銀行論を担当。

## 経歴
1969年生まれ。大阪市立大学大学院経営学研究科博士後期課程単位取得満期退学。
専門分野は金融論。研究テーマは地域金融システムに関する研究。

## 主な論文
- 「決済制度における公と民」
- 「福岡県の中小企業金融と地元金融機関」
- 「制度融資の現状と課題」